# 찰스 케네디
찰스 피터 케네디(영어: Charles Peter Kennedy, 1959년 11월 25일 ~ 2015년 6월 1일)는 1983년부터 2015년까지 하원 의원을 역임하였으며, 1999년부터 2006년까지 자유민주당 대표를 역임한 영국의 정치인이다.
1983년 총선에서 23살의 나이로 의원이 된 그는 이후 당내에서 입지를 넓혀 1999년에 패디 애시다운의 뒤를 이어 자민당의 대표로 취임하였다. 그가 대표로 있는 동안 당은 이라크 전쟁에 대한 반대하면서 1923년 이후로 가장 많은 의석수를 차지하였다. 그러나 2005년 총선 이후로 그의 지도력과 건강에 대해 문제가 제기되었으며 그해 12월에 당내에서 사퇴를 촉구하게 되었다. 2006년 1월 5일에 그는 ITN과 가진 인터뷰에서 알코올 중독이 있다는 사실을 고백하였으며 곧 대표직에서 물러날 것임을 말했다. 이틀 후 그는 대표직에서 물러났으며 후임 대표는 맨지스 켐벨로 결정되었다. 물러난 후 케네디는 백벤치에서 활동하게 되었지만 2010년 총선에서는 다시 자신의 지역구에 출마해 당선되었다. 2015년 총선에서는 스코틀랜드 국민당의 압승 속에 자신의 지역구에서도 압도적으로 패하였다. 몇 달 후 케네디는 알코올 중독과 관련된 출혈로 사망하였다.

## 역대 선거 결과
| 선거명      | 직책명                                        | 대수 | 정당       | 득표율 | 득표수   | 결과 | 당락                                      |
| ----------- | --------------------------------------------- | ---- | ---------- | ------ | -------- | ---- | ----------------------------------------- |
| 1983년 선거 | 하원의원 (로스 크로마티 스카이 선거구)        | 49대 | 사회민주당 | 38.52% | 13,528표 | 1위  | 로스 크로마티 스카이 하원의원 당선        |
| 1987년 선거 | 하원의원 (로스 크로마티 스카이 선거구)        | 50대 | 사회민주당 | 49.40% | 18,809표 | 1위  | 로스 크로마티 스카이 하원의원 당선        |
| 1992년 선거 | 하원의원 (로스 크로마티 스카이 선거구)        | 51대 | 자유민주당 | 41.59% | 17,066표 | 1위  | 로스 크로마티 스카이 하원의원 당선        |
| 1997년 선거 | 하원의원 (로스 스카이 인버네스 웨스트 선거구) | 52대 | 자유민주당 | 38.72% | 15,472표 | 1위  | 로스 스카이 인버네스 웨스트 하원의원 당선 |
| 2001년 선거 | 하원의원 (로스 스카이 인버네스 웨스트 선거구) | 53대 | 자유민주당 | 54.10% | 18,832표 | 1위  | 로스 스카이 인버네스 웨스트 하원의원 당선 |
| 2005년 선거 | 하원의원 (로스 스카이 러카버 선거구)          | 54대 | 자유민주당 | 58.70% | 19,100표 | 1위  | 로스 스카이 러카버 하원의원 당선          |
| 2010년 선거 | 하원의원 (로스 스카이 러카버 선거구)          | 55대 | 자유민주당 | 52.63% | 18,335표 | 1위  | 로스 스카이 러카버 하원의원 당선          |
| 2015년 선거 | 하원의원 (로스 스카이 러카버 선거구)          | 56대 | 자유민주당 | 35.86% | 14,995표 | 2위  | 낙선                                      |